# クリストフ・シェーンボルン
クリストフ・シェーンボルン（Christoph Schönborn, 1945年1月22日 - ）は、オーストリアのカトリック教会の聖職者、神学者。枢機卿、ウィーン大司教（在任：1995年 - 2025年）、オーストリア司教協議会会長（在任：1998年 - 2020年）。ドミニコ会所属。

## 経歴
画家のフーゴー・ダミアン・シェーンボルン（1916年 - 1979年）とその妻エレオノーレ・ドブルホフ（1920年 - 2022年）の間の次男として、ボヘミア・リトムニェジツェ郊外のシャルケン城で生まれた。両親はドイツ系の旧貴族（父は伯爵家、母は男爵家出身）の末裔で、シェーンボルン家は17世紀以降、数多くの司教、枢機卿、聖界選帝侯といった高位聖職者を輩出してきた。父はフリーメイソン会員であり、ナチス・ドイツの占領統治期には抵抗活動に身を投じた。第2次世界大戦後、共産党に支配されるチェコスロバキア政府がドイツ系住民に対する迫害を始めたため、シェーンボルンは両親に連れられて生後9か月で生国を離れ、亡命先のオーストリアのシュルンスで育った。
1963年にマトゥラ（高校卒業試験）に合格すると、聖職者となるべくドミニコ会に入った。パリ、ウィーン、ボルンハイムで神学と哲学を学んだ。パリではパリ・カトリック大学を卒業後、ソルボンヌ大学でビザンツ・スラヴのキリスト教神学について研究した。1970年にフランツ・ケーニヒ枢機卿により司祭に叙階され、翌1971年に神学修士号を取得。その後、レーゲンスブルク大学でヨーゼフ・ラツィンガー教授(後の教皇ベネディクト16世)に師事し、パリで神学博士号を取得した。1975年よりスイスのフリブール大学神学部教授に就任し、教義学を教えた。
1980年、教皇庁国際神学委員会委員に選ばれ、1987年には『カトリック教会のカテキズム』編集委員会委員に選ばれた。1991年、ウィーン大司教座の補佐司教に就任した。1995年4月11日にウィーン大司教座の協働司教となり、同年9月14日にウィーン大司教に就任した。1998年2月21日、ヨハネ・パウロ2世教皇により、ジェズ・ディヴィン・ラヴォラトーレ教会を名義聖堂とする司祭枢機卿に親任された。2005年の教皇選挙では、恩師のラツィンガーことベネディクト16世教皇の選出を支持した。
シェーンボルンは教皇庁において教理省、東方教会省、教育省、文化評議会、教会文化遺産委員会などのメンバーである。2011年1月5日には、新しく発足した新福音化推進評議会のメンバーにも加えられた。2012年9月18日、教皇ベネディクト16世により、新福音化を話し合う司教会議の第13回定例総会の議長に任命された。
2019年10月、シェーンボルン枢機卿は教会法（CIC第401条第1項）に従い、2020年1月22日に75歳の誕生日を迎えるのに伴い、辞任を申しでた。しかし、教皇フランシスコはこの申し出を受理せず、シェーンボルンを当面の間その職に留めた。2024年10月に、2025年1月18日に実施されるミサをもって、シェーンボルン枢機卿のウィーン大司教としての退任が行われることが発表された。

## 人物・立場

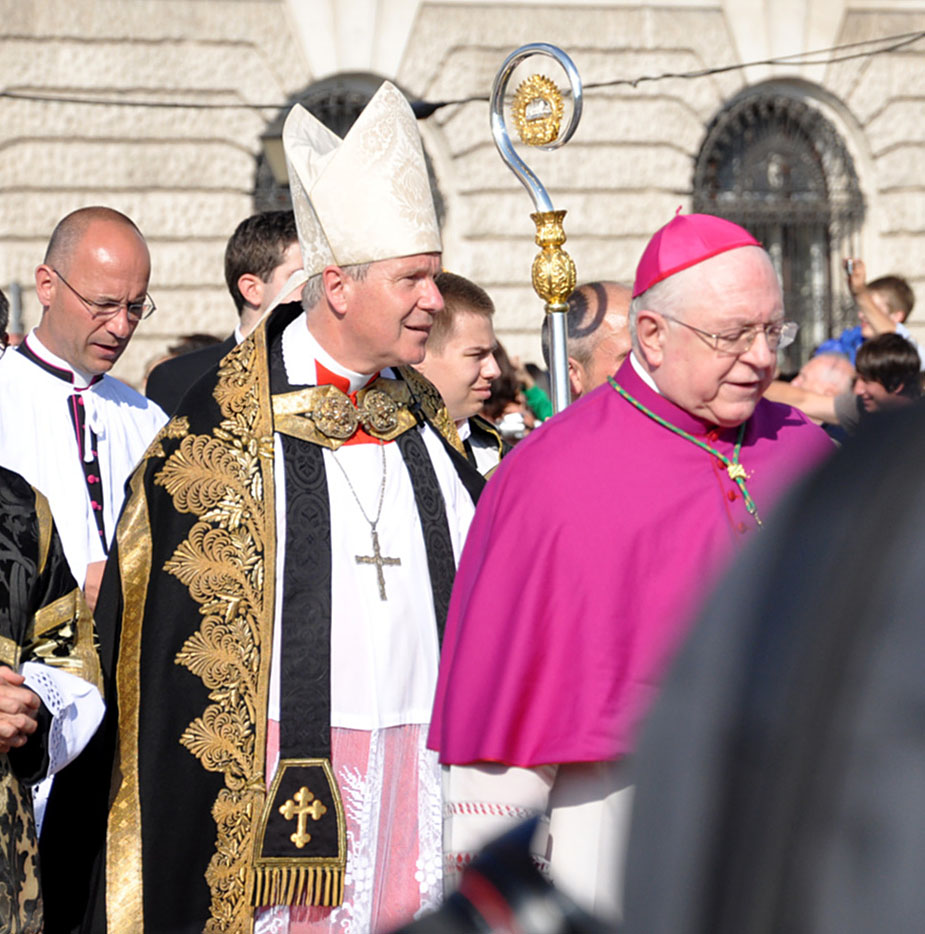
オットー・フォン・ハプスブルクの葬儀にて（2011年）

危機管理能力に長けていると言われ、その行政手腕は高い評価を受けている。若いころから師弟関係にあった前教皇ベネディクト16世から最も信頼を受けた側近の1人であり、ベネディクト16世の忠実な同盟者であり続けた。ベネディクト16世からは頻繁に「精神上の息子」と呼ばれていた。枢機卿団の中では優勢な保守派の立場に立つが、漸進的な改革論者であるため教会内の保守・革新両派から好意的に見られており、様々な事柄について穏健で寛容な姿勢を取るので、有力な次期教皇候補として名前が挙がることが多い。また編集委員を務めた『カトリック教会のカテキズム』の完成に大きく貢献したことでも知られている。
民族的にはボヘミア・ドイツ人に属し、チェコ人、オーストリア人、アイルランド人貴族の血を引いている。19世紀前半のウィーン天文台所長ヨーゼフ・ヨハン・フォン・リトローは母方の玄祖父にあたる。母語のドイツ語に加え、フランス語、イタリア語、英語、スペイン語、ラテン語を流暢に使いこなす。また生国の言語であるチェコ語も話せるので、7言語話者 である。先祖の主君だったハプスブルク家との縁も深く、1961年に同家の運営する金羊毛騎士団の騎士に任じられ、長く同騎士団の付属司祭（チャプレン）を務めている。2011年にはウィーン大司教として、二重帝国最後の皇帝カール1世の長男オットー元皇太子の葬儀を主宰した。
シェーンボルンは教会の諸問題について、「（外部との）対話の出来る宥和型の現実主義者」と評される。カトリック教会とイスラーム世界との対話を積極的に進めることに賛成し、イラン革命後のイランを訪問した経験もある。カトリック教会と東方教会との間の対立については、もし歴史的な遺恨を乗り越えることが出来るならば、解消可能だと述べている。コンドームの使用については、1996年のテレビ出演時に、性交渉時の使用は原則的に認められないが、AIDSから身を守る「必要悪」として使用されることは有り得る、との見方を示した。
カトリック教会の性的虐待事件に対しては、問題の解明を積極的に推進する立場をとる。1995年、シェーンボルンの前任のウィーン大司教だったハンス・グレア枢機卿が元教え子の神学生に対する性的虐待で告発され、大司教職の辞任を余儀なくされた。シェーンボルンは自身の長上かつ前任者だったグレアの起こした不祥事の収拾にあたって以降、この問題について深い認識を持つようになった。1998年、彼はグレアにかけられた性的虐待の容疑が事実であると確信していることを認めた。2010年、シェーンボルンは2010年、この事件当時、教理省長官を務めていたベネディクト16世が問題解決に前向きだったことを称賛する一方で、教会はこの問題について聖職者に誤った寛容さで臨んでおり、被害者に対しては責任を果たしてきたとは言えない、と批判した。さらにベネディクト16世は長年この問題を精力的に調査し続けてきたが、教皇庁内の反対派がそれを中断させたと指摘した。